# Sankuru
Sankuru este una dintre cele 25 noi provincii ale Republicii Democratice Congo create în reîmpărțirea din 2015.
Provinciile Sankuru, Kasaï-Oriental și Lomami sunt rezultatul divizării fostei provincii Kasaï-Oriental. Sankuru a fost format din districtul Sankuru, reședința căruia, Lusambo, a fost ridicată la rangul de capitală a noii provincii.